# Caluquembe
Caluquembe (Kalukembe) – angolskie miasto w prowincji Huíla.
W mieście znajdują się dwa kościoły – katolicki i ewangelicki. Miasto jest miejscem licznych wypraw misjonarzy obu tych wyznań, w większości jednak protestanckich.